# Fil·lostomins
Els fil·lostomins (Phyllostominae) són una subfamília de ratpenats fil·lostòmids.

## Classificació
- Tribu Lonchorhinini
  - Lonchorhina
  - Macrophyllum
  - Mimon
- Tribu Micronycterini
  - Glyphonycteris
  - Lampronycteris
  - Macrotus
  - Micronycteris
  - Neonycteris
  - Trinycteris
- Tribu Phyllostomini
  - Gardnerycteris
  - Phylloderma
  - Phyllostomus
- Tribu Vampyrini
  - Chrotopterus
  - Lophostoma
  - Tonatia
  - Trachops
  - Vampyrum